# Merulempista digitata
Merulempista digitata là một loài bướm đêm thuộc họ Pyralidae. Loài này có ở Trung Quốc (Gansu, Tân Cương).
Sải cánh dài 22–27 mm. Dầu nó nâu hơi xám đến nâu đậm.

## Hình ảnh

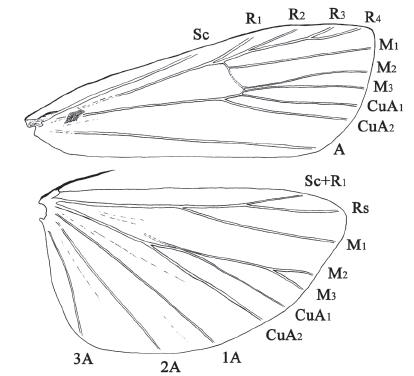